# 3º Reggimento alpini
Il 3º Reggimento alpini è un reparto dell'Esercito Italiano con sede a Pinerolo (TO).

## Simboli

### Stemma

#### Scudo
Inquartato: il primo, d'azzurro al monte al naturale (M. Nero); il secondo, d'azzurro alla fascia d'argento caricata in palo di rosso a due verghette d'azzurro (per la Guerra di Liberazione); il terzo, d'azzurro a quattro fasce d'argento (per la Campagna di Grecia); il quarto, controinquartato: a) e d) d'azzurro alla palma al naturale fruttata di due d'oro, fondata su una campagna di verde (di Tripolitania); b) e c) di rosso al leone etiopico di Giuda d'oro coronato, passante, tenente nella branca destra una croce copta dello stesso, caricata del Cristo d'argento (per la Campagna d'Etiopia).

#### Ornamenti esteriori
- lo scudo è sormontato dalla corona turrita degli Enti Militare
- lista bifida d'oro, svolazzante, collocata sotto la punta dello scudo, incurvata con la concavità rivolta verso l'alto, riportante il motto, in lettere maiuscole di nero: "ALTIUS TENDO"
- onorificenza: accollata alla punta dello scudo con l'insegna pendente al centro del nastro con i colori della stessa, l'insegna di Cavaliere dell'Ordine militare d'Italia
- nastri rappresentativi delle ricompense al Valore: annodati nella parte centrale non visibile della corona turrita, scendenti svolazzanti in sbarra ed in banda dal punto predetto, passando dietro la parte superiore dello scudo.

### Insegne
Le mostrine del Reggimento sono le fiamme a due punte di colore verde; alla base della mostrina si trova la stella argentata a 5 punte bordata di nero, simbolo delle Forze armate italiane.

## Storia

### Dalle origini
Il 1º novembre 1882 il reggimento viene formato a Fossano con i battaglioni "Val Stura", "Val Maira" e "Monti Lessini"  al comando del colonnello Leone Pelloux. Nel 1885 il reggimento si trasferì a Savigliano, trasferendosi a Torino, presso la caserma detta “del Rubatto”, nel corso del 1887.  Nel 1889 i quattro battaglioni assunsero i definitivi nomi di "Pinerolo", "Fenestrelle" "Susa" e "Exilles". Durante la Guerra di Abissinia del 1895-96 alcune compagnie del battaglione "Fenestrelle" ebbero il loro primo impiego bellico. Dopo la valanga del Beth, che travolse e uccise 88 minatori il 19 aprile 1904 i suoi reparti si distinsero durante le operazioni di soccorso ai sopravvissuti e delle salme degli uccisi. 

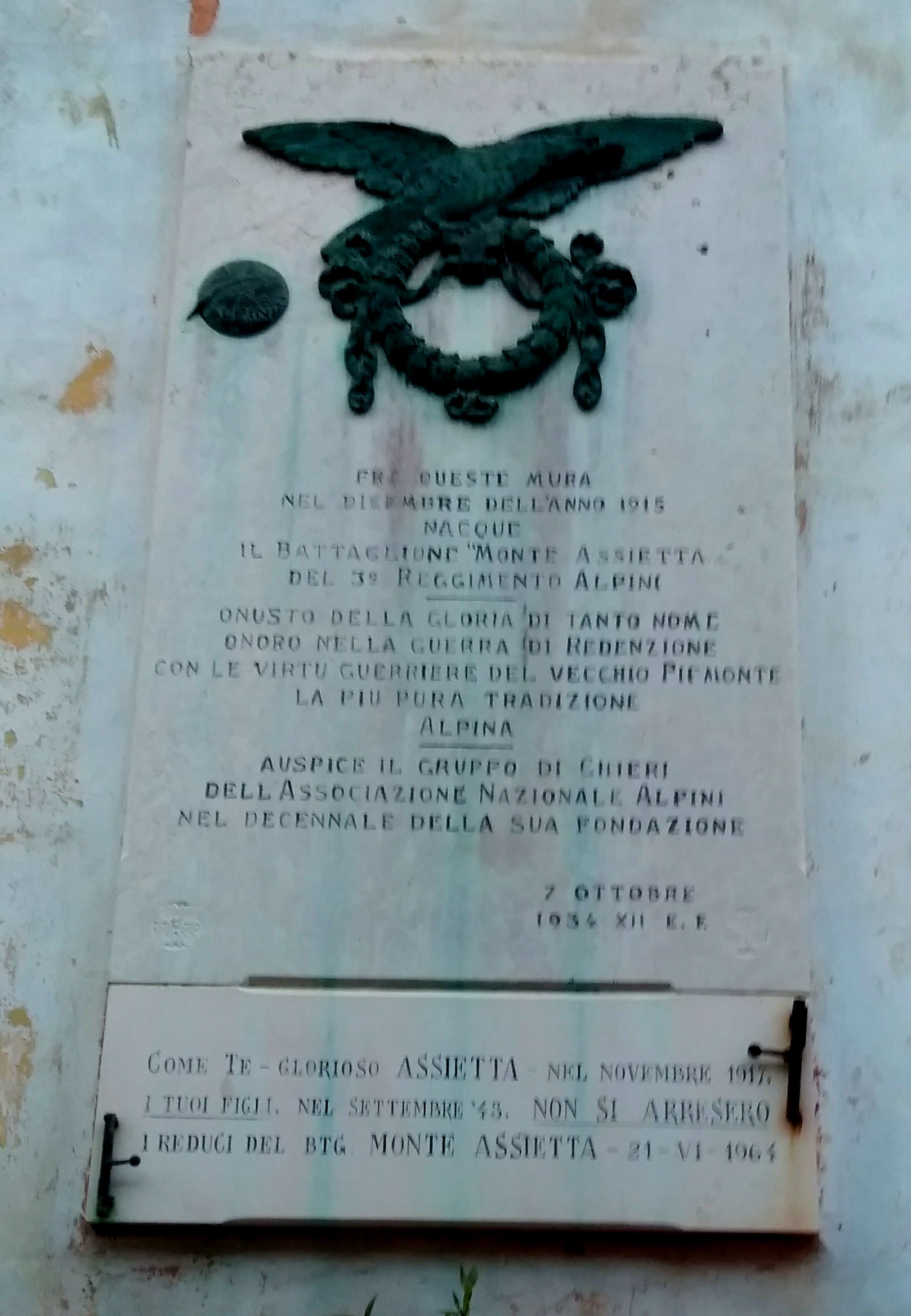
Battaglione Monte Assietta: lapide a Chieri

Il reggimento viene impegnato durante la guerra italo-turca in Libia (1911-1912), e successivamente combatte nella prima guerra mondiale. All'atto dell'entrata in guerra del Regno d'Italia, il 24 maggio 1915, il reggimento contava sui quattro battaglioni permanenti e sui quattro battaglioni della Milizia Territoriale "Val Pellice", "Val Chisone", "Val Dora" e "Val Cenischia".

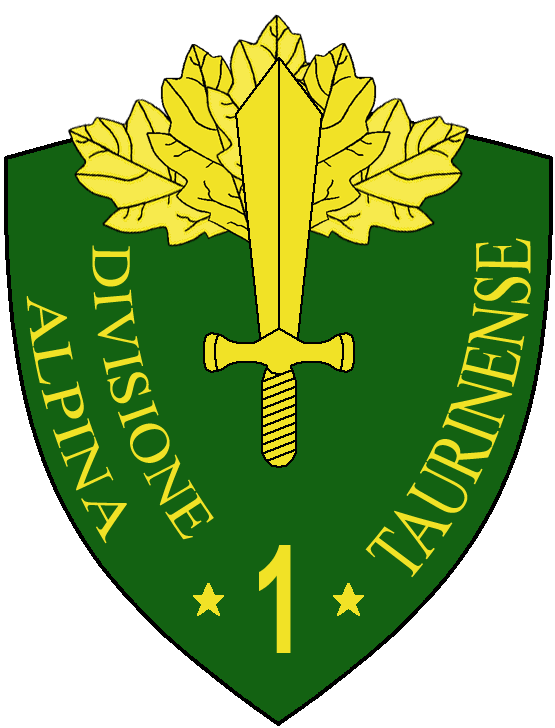
Scudetto della 1ª Divisione alpina "Taurinense"

Particolarmente nota fu l'azione militare che portò alla conquista del Monte Nero, avvenuta il 16 giugno 1915, celebrata anche da un noto canto di guerra. Parteciparono all'impresa i battaglioni  "Pinerolo",  "Susa", "Exilles", "Val Pellice", "Val Dora", "Val Cenischia". Nel dicembre dello stesso anno furono costituiti tre battaglioni della “Milizia Mobile Monte” ("Monte Granero", "Monte Albergian", "Monte Assietta") seguiti successivamente da altri due ("Moncenisio" e "Courmayeur"). Al termine del conflitto il battaglione "Fenestrelle” venne impiegato nella repressione dell'impresa di Fiume, fortemente voluta da Gabriele D'Annunzio.
A seguito del riordinamento del 1921 viene inquadrato nella Divisione Alpina, e nel 1923 nel Raggruppamento Alpini; quindi nella Brigata alpina nel 1926. Dal 1935, assieme ai Reggimenti 4º Alpini e 1º Artiglieria alpina, è inquadrato nella 1ª Divisione alpina "Taurinense" e partecipa con il battaglione "Exilles" inquadrato nella 5ª Divisione alpina "Pusteria" alla conquista dell'Etiopia, durante la guerra d'Eritrea.
Con l'entrata in guerra del Regno d'Italia, il 10 giugno 1940, il reggimento viene impegnato sul fronte francese. Dopo aver partecipato alla Campagna italiana di Grecia e al successivo presidio dei Balcani, all'atto dell'armistizio dell'8 settembre 1943. resistette ai tedeschi fino al 15 settembre, quando si arrese a Begova Korita, in Montenegro.
La grande unità viene sciolta in Montenegro, molti alpini dopo lo scioglimento entrano a far parte della Divisione italiana partigiana Garibaldi, la quale operò a fianco della resistenza jugoslava.
Dopo l'8 settembre 1943 l'unico battaglione a non essere sciolto rimase il battaglione alpini "Monte Granero" che sebbene formato da classi anziane 1906/1910, decide di combattere i tedeschi a Quenza in Corsica e successivamente dal giugno al settembre del 1944 è inserito nel Corpo Italiano di Liberazione (Abruzzi e Marche).
Il 25 giugno 1944 il 3º Reggimento viene ricostituito ed inserito all'interno della 1ª Brigata del Corpo Italiano di Liberazione; del reggimento facevano parte il battaglione Piemonte. e il battaglione alpini "monte Granero". Il reggimento viene sciolto il 25 settembre, ufficialmente per mancanza di rincalzi, e i suoi elementi confluiscono nel Reggimento Fanteria Speciale.

### Dopoguerra

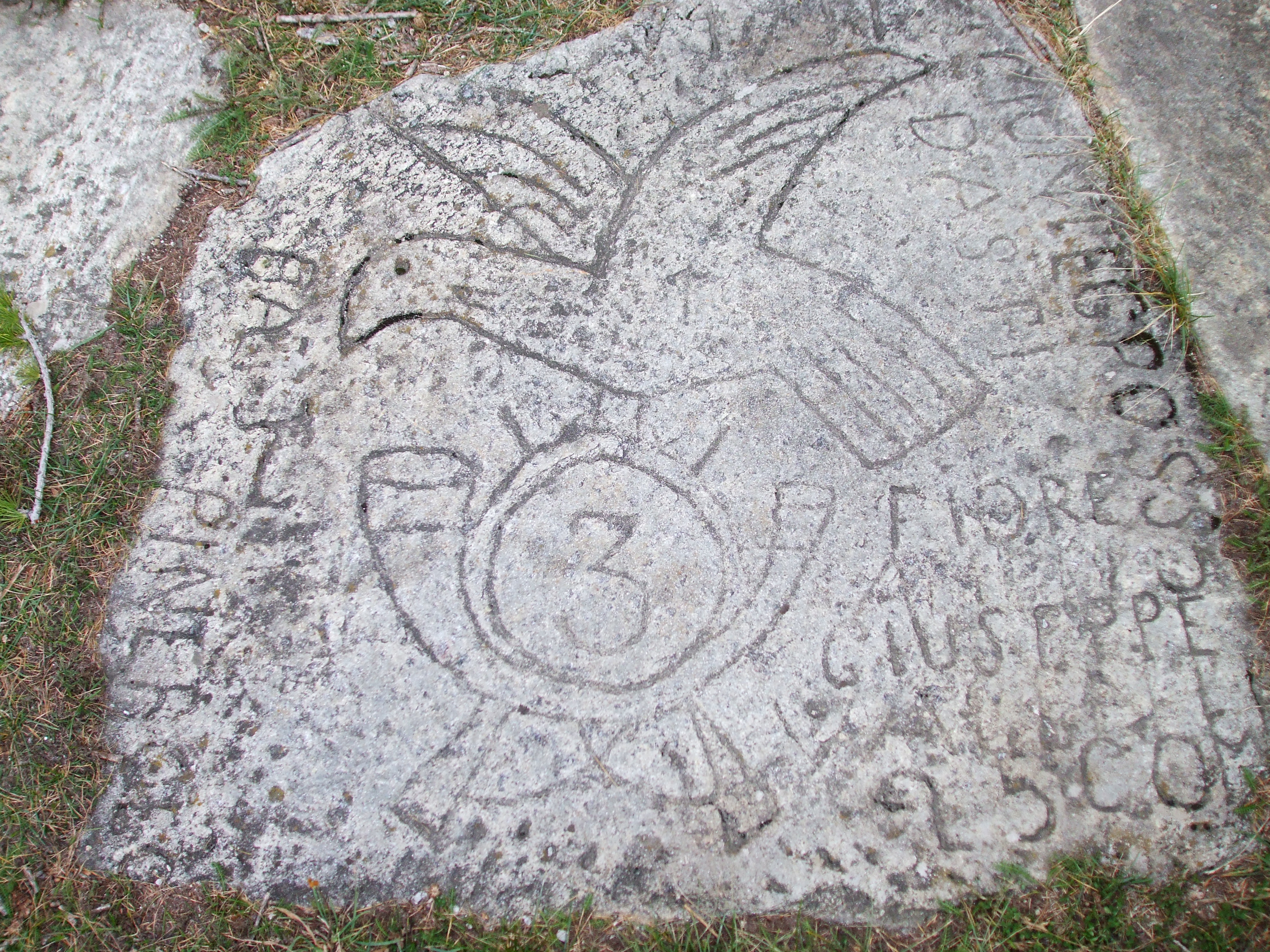
Incisione di un fante del 3º Reggimento Alpini al forte di Fenestrelle

Il Battaglione "Susa", ricostituito nella primavera del 1946, per trasformazione del 526º Battaglione guardie, alle dipendenze del 4º Reggimento alpini, ereditò le tradizioni del 3º Reggimento.
Nel 1975, in seguito alla soppressione dei reggimenti, il Battaglione "Susa" assunse forma autonoma alle dipendenze della Brigata alpina "Taurinense" e il 21 marzo 1976 gli venne consegnata la bandiera di guerra.
Dal 1963 al 2002 il Battaglione "Susa" prima, ed il 3° poi, hanno fatto parte dell'Allied Mobile Force-Land-AMF(L) della NATO come elemento di base del Contingente “Cuneense”, partecipando a numerose esercitazioni nelle aree di contingenza nord, centro e sud europee (Norvegia, Danimarca, Regno Unito, Spagna, Slovenia). L'AMF(L) nasce nel 1960 come forza multinazionale d'intervento che può dispiegarsi con breve preavviso in qualunque zona minacciata del Comando alleato in Europa.
Il 23 ottobre 1993 venne ufficialmente ricostituito il 3º Reggimento alpini, di cui assunse il comando il colonnello Armando Novelli. Nel periodo 2 marzo - 22 ottobre 1993 il Battaglione "Susa" prese parte all'operazione ONUMOZ in Mozambico, contribuendo alla formazione del Contingente Albatros. Unità del "Susa" continuarono a permanere in Mozambico fino a dicembre del 1994 per fornire sicurezza al Reparto di Sanità Aviotrasportabile.
Nel novembre del 1994 il 3º Alpini interveniva in soccorso alle popolazioni colpite dall'alluvione, operando nel Cuneese, meritando la Medaglia di bronzo al merito della Croce Rossa Italiana.
Il 3º Reggimento Alpini, nei periodi 9 febbraio - 27 giugno 1997 e 22 agosto 1997 - 17 febbraio 1998, ha preso parte all'operazione "Constant Guard" in Bosnia ed Erzegovina, come parte della SFOR.
Nel 1999 il reggimento, con un preavviso di sole due settimane, ha partecipato all'operazione Joint Guardian. in Kosovo nel periodo 6 luglio - 29 ottobre, contribuendo alla formazione del Contingente KFOR. Dopo soli cinque mesi in patria, dal 15 marzo al 14 luglio il 3° ha costituito, in Bosnia ed Erzegovina, l'Italian Battle Group ricevendo la responsabilità del settore della Brigata Multinazionale Nord (Brigata meccanizzata "Sassari").
Nel 2001 il Reggimento è nuovamente impiegato in Kosovo nell'operazione “Joint Guardian”, nel periodo 19 giugno - 9 ottobre, contribuendo alla formazione del Contingente KFOR.
Nel 2002, il Reggimento, con la Compagnia Comando e Supporto Logistico e la 36ª Compagnia, è stato impiegato nell'operazione ISAF in Afghanistan, mentre la 221ª Compagnia ha partecipato nei Balcani all'operazione "Amber Fox" in Macedonia (FYROM).
Nel 2004, il Reggimento con la Compagnia Comando e S.L. ed il Battaglione alpini "Susa" è stato impiegato nell' "operazione Sparviero" in Afghanistan.
Dal 4 al 28 aprile 2005 con il Battaglione alpini "Susa" ha preso parte all'operazione "Althea" in Bosnia ed Erzegovina. Nel corso del 2005 unità a livello plotone del "Susa" e singoli militari hanno preso parte all'Operazione Antica Babilonia in Iraq, “Presidium” ed “ISAF” in Afghanistan e “Joint Enterprise” in Kosovo.
Tra il febbraio e l'agosto del 2007 è stato impiegato quale pedina costitutiva del Contingente ITALFOR XV, nell'ambito della missione ISAF a Kabul, in Afghanistan.
Il reggimento è stato altresì chiamato a fornire la base su cui si è costituito il Contingente ITALFOR XIX, sempre impiegato nella capitale afgana nell'ambito dell'operazione ISAF.
Nel 2010 il reparto è stato impegnato, tra aprile e ottobre, in Afghanistan nell'ambito dell'operazione ISAF questa volta nella delicata area di Shindand.
Tra l'agosto 2012 e il marzo 2013 il Reggimento è stato nuovamente dispiegato in terra Afghana nell'area di Shindand.
Nonostante i pressanti impieghi esteri il Reparto è stato a più riprese impegnato nell'Operazione Strade Sicure atta a garantire il controllo del territorio.

## Soccorso alla popolazione
Febbraio 2012: aliquote di personale e mezzi del 3º Reggimento alpini sono mobilitati per l'emergenza maltempo e sono intervenuti nel recupero di popolazione civile rimasta isolata nella provincia dell'Aquila (L'Aquila, Sulmona e Avezzano).

## Onorificenze
Nella sua storia il 3º Reggimento alpini ha meritato le seguenti onorificenze alla bandiera:

### Alla bandiera
- 1 Medaglia d'argento di benemerenza

### Decorati individuali al Valor militare
- Cesare Bella, sergente maggiore, Selletta Kapak (Montenegro), 9 aprile 1943[20]
- Luigi Cavaglià, alpino, Ovcij Brod (Croazia), 14 aprile 1942[21]
- Antonio Ciamarra, aspirante, Monte Tomba 28 novembre 1917[22]
- Livio Marbello, caporale, La Belle Plinier (Francia), 21 giugno 1940[23]
- Alberico Marrone, caporale, Abries (Francia), 21 giugno 1940[24]
- Paolo Racagni, tenente, Selletta Vodice 19 maggio 1917[25]
- Ferruccio Stefenelli, sottotenente, Caprile, 16 dicembre 1917[26]
- Vittorio Varese, capitano, Monte Nero, 31 maggio -16 giugno 1915[27]

- Vicente De Benedictis, sottotenente, 19 dicembre 1917
- Giuseppe Fausone., caporale, Punta ZellonKofel 29 giugno 1916
- Emilio Faldella
- Alessandro Marabelli, sottotenente, pendici del Vodil 22 ottobre 1915
- Alberto Picco
- Valerio Vallero

## I Comandanti

### Comandanti 1882-1944
Leone Pelloux, Gaetano Gobbo, Ettore Troya, Vincenzo Giachetti, Felice Amerio, Oreste Zavattari, Gino Marini, Mario Raffa, Ernesto Alliana, Angelo Como d'Agna Sabina, Jacopo Cornaro, Emilio Alliney, Luigi Chicco, Isidoro Rovero, Luigi Chicco, Serafino Pratis, Luigi Chicco, Giovanni Faracovi, Vittorio Emanuele Rossi, Mario Cerruti, Giuseppe Cremascoli, Giuseppe Bellocchio, Umberto Fabbri, Emilio Faldella, Carlo Cigliana, Maggiorino Anfosso.

### Comandanti Battaglione “Susa” (1946- 2001) [con il grado di Tenente Colonnello]
Pietro Mellano, Antonio Saltini, Stefano Coisson, Aldo Bricco, Giuseppe Inaudi, Tito Corsini, Alberto Boato, Felice Tua, Enrico Corelli, Tullio Mamini, Riccardo Richiardi, Riccardo Ghirardi, Vittorio Conti, Giovanni Vogliano, Pier Emilio Lucio, Raffaele Carleismo, Luigi Cappelletti, Luigi Fregosi, Claudio Rovatti, Carlo Jean, G. Battista Bolchi, Pierluigi Bortoloso, Filippo Bertorelli, Carlo Cabigiosu, Ferruccio Boriero, Davino Fazia, Gianfranco Marinelli, Armando Novelli, Paolo Serra, Giovanni Marizza, Claudio Graziano, Massimo Panizzi.

### Comandanti dal 1993 - [con il grado di Colonnello]
Armando Novelli, Giovanni Marizza, Giuseppino Vaccino, Vincenzo Cardo, Gaetano Lombardi, Fausto Macor, Gian Paolo Bormetti, Federico Bonato, Dario Ranieri, Giovanni Manione, Lucio Gatti, Giulio Armando Lucia, Carlo Sardi, Andrea Bertocchi, Carlo Di Somma, Alberto Vezzoli, Nicola Piasente, Gianmarco di Leo, Christian Bison, Maurizio Candeloro, Francesco Cameli, Alberto Salvador, Daniele Simeoni.

## Persone legate al Reggimento
- Vincenzo Arbarello[30]
- Giuseppe Cordero Lanza di Montezemolo
- Donato Etna
- Gastone Gambara
- Antonio Giuriolo
- Giulio Martinat
- Agostino Piol
- Secondo Pollo
- Lazzaro Ponticelli
- Gennaro Sora